# 성급한 매장

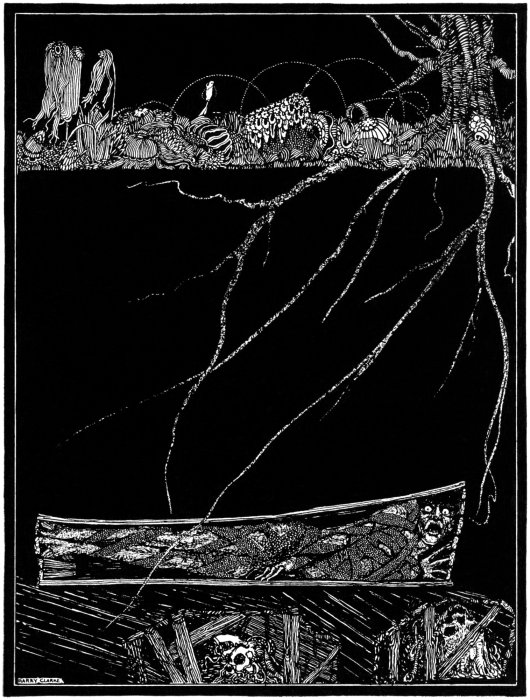

〈성급한 매장〉("The Premature Burial")은 에드거 앨런 포가 쓴 공포 단편소설이다. 소재는 생매장이다. 1844년 《필라델피아 달러 뉴스페이퍼》에 투고되었다. 이 시기에는 생매장에 대한 공포가 꽤 널리 퍼져 있었으며, 포는 대중의 관심을 이용해 보려고 이런 소재를 선택한 것으로 보인다. 영화화도 되었다.